# 32533 Tranpham
32533 Tranpham este o planetă minoră (asteroid), cu un diametru de 3,318 km, din centura de asteroizi. A fost descoperită pe 11 august 2001 la Experimental Test Site⁠(d) de Lincoln Near-Earth Asteroid Research. 
Obiectul prezintă o orbită caracterizată de o semiaxă mare de 2,3313413 UAi, o excentricitate de 0,13, o înclinație de 7,42128 ° în raport cu ecliptica.